# 诸葛瑾
诸葛瑾（174年—241年），字子瑜，琅琊陽都（今山东省沂南县）人。东汉末年三国时期东吴的政治家和武將，诸葛瑾的弟弟是仕於蜀汉的诸葛亮，族弟是仕於魏的諸葛誕；官至太傅和大將軍，其子诸葛恪也在东吴官至太傅及丞相。生於經學世家的諸葛瑾，研读《毛詩》《尚書》和《左氏春秋》。諸葛瑾公私分明，雖與胞弟諸葛亮闊別多年，但因各為其主，在出使蜀國時，兄弟聚面只談論公務，私下不相往來，但會互通書信作問候，現存有諸葛亮寫給诸葛瑾的《與兄瑾書》多篇。

## 生平
諸葛瑾因避戰亂而從徐州瑯琊郡遷往江東，孫權大姊夫弘咨向孫權推薦，而諸葛瑾與魯肅受到孫權器重，二人同爲賓客禮待一併起用，後升為長史、中司馬。
後來赤壁之戰爆發之前，孫權派魯肅到荊州邀請劉備聯盟，魯肅說到自己與諸葛瑾是朋友，於是與諸葛瑾的弟弟諸葛亮交好。

### 雍容大度
215年，諸葛瑾奉命出使蜀漢要求劉備歸還荊州，最後以分界結束。219年，跟隨討伐關羽，封宣城侯、綏南將軍，代呂蒙領南郡太守。黃初二年（221年），劉備東伐吳，孫權請和故意示弱，害怕劉備的大軍如果失敗了就難以再對抗曹魏，諸葛瑾給劉備做書曰：“陛下遠道來至白帝，恐怕是因為吳王侵取荊州而來，危害關羽，怨深禍大。不肯講和，這是小人之心。試為陛下論說輕重，及其大小。陛下如果壓抑憤恨，所以問題都可以立刻解決，不用再次咨詢各位將領。陛下與關羽的親密與歷任漢先帝哪個更重要？荊州的大小與海內天下又如何相比？根據這些與仇恨區分，哪些才是先後解決的事呢？如若審視現況，易於反掌。”
由於諸葛亮久事劉備，而且位高權重，諸葛瑾此時的立場便顯得尷尬（尤其以記載來看，關於諸葛瑾通蜀漢的謠言不是此時才有），當時謠言四起，或言瑾遣親人與備相聞，權曰：“孤與子瑜有死生不易之誓，子瑜之不負孤，猶孤之不負子瑜也。”並說自己與諸葛瑾已是神交，關係非外人可以離間，對其信任之深不言可喻。

### 弘緩不失
222年，孫權受封吳王，封諸葛瑾為左將軍、督公安，假節，封宛陵侯。同年曹真、夏侯尚等圍朱然於江陵，孫權派諸葛瑾與夏侯尚對江救援，諸葛瑾水陸兩進，在陸地上渡江的同時，分水軍在江上渡江；夏侯尚在夜裡使用布滿油的船，把步騎萬餘人於下流潛伏渡江，進攻諸葛瑾的大軍，在夾江的地方燒毀其船隻，同時也進行水陸進攻打敗諸葛瑾大軍。諸葛瑾性格弘緩，根據道理來定計劃，沒有應急依存的方案，被圍困的大軍長時間沒有得到緩解，孫權對此失望。當時春水又開始，潘璋見魏兵日渡不絕，说：“魏勢始盛，江水又淺，未可與戰。”便將所領，到魏上流五十裡，伐葦數百萬束，縛作大筏，准备順流放火，燒敗浮橋。筏刚做完，伺水長當下，夏侯尚就因得到命令而撤出，诸葛瑾攻浮桥，曹真等军也退去。雖無大功，但全軍保護國境有功。
229年，孙权称帝，诸葛瑾升任大将军，兼任左都护、豫州牧。

### 朝政風波
226年，孫權得知魏文帝曹丕去世後，於八月出兵攻魏。命吳左將軍諸葛瑾部兵分兩路進攻襄陽（今湖北襄樊），親自率軍進攻江夏郡（治安陸，今湖北雲夢西南）。孫權攻陷高城，而諸葛瑾則被司馬懿擊敗，吳將張霸被斬殺，別將在尋陽被曹休打敗。十二月，升任驃騎將軍。
赤烏元年（238年），弄政大臣呂壹遭處死。先前，諸葛瑾、呂岱、朱然、步騭以自己為武官，未有干涉呂壹一事，呂壹死後，孫權派遣中書郎袁禮斥責四人，指自己與四人恩猶骨肉，榮福喜戚，相與共之，自己政治上出錯，理應上奏勸告，不應置身事外。

### 進退有度
236年，孫權北征，派右都督陸遜與中司馬諸葛瑾攻襄陽。陸遜派親戚韓扁懷揣奏疏上報朝廷，返回途中，在途中遇到敵人，敵人抓獲了韓扁。諸葛瑾聽後，十分恐慌，寫信給陸遜說：“大駕已還，敵人得到韓扁，將我們的虛實全部打聽清楚了。而且河水快乾了，最好是趕快離去。”陸遜接報後並未作答覆，卻催促人種葑豆（一種蔬菜），與眾將領下棋射箭遊戲，一如平常。諸葛瑾知道後說：“陸伯言足智多謀，他這樣做一定自有考慮。”於是親自來見陸遜，陸遜說：“敵人知道大駕已還，再不用為此籌謀，便專心對付我們。如今敵人已經守衛了要害之處，兵將已經出動，我們自己應當首先鎮定自如以穩住部隊，然後再巧施計謀，退出此地。如果今天就向敵人表明我們要走，敵人會以為我們害怕了，必然會來威逼我們，那就是必敗之勢了。”於是二人秘密定計，令諸葛瑾坐鎮舟船，陸遜率領全部兵馬向襄陽進發。敵人素來懼怕陸遜，見陸遜要攻襄陽，立即退回城中。諸葛瑾便引船而出，陸遜慢慢整頓好隊伍，大張旗鼓地走上船。敵人不知究竟，反而不敢追擊，於是陸遜全軍安然退出。
241年四月，吳帝孫權分兵四路攻魏：全琮率軍數萬出淮南決芍陂（今安徽壽縣南）之水，諸葛恪攻六安（今安徽六安東北），朱然、孫倫攻樊城（今湖北襄樊），諸葛瑾、步騭攻祖中（今湖北南漳蠻河流域）。五月，太子孫登逝世，其臨終上疏裡的輔臣名單有諸葛瑾，同月司馬懿出兵救樊。六月，班師回朝。
同年閏六月，諸葛瑾逝世，享年六十八歲，死前命後人簡葬不得鋪張。

## 特征
- 諸葛瑾容貌溫文爾雅而且大方，當時的人都敬服他為人弘雅。孫權亦非常敬重他，每有大事都會先與他商量。三国志《诸葛恪传》则记载诸葛瑾为长脸，曾被孫權帶著驢對自身的臉開玩笑。
- 诸葛瑾朝中人缘极好，與吳宗室的孫皎、江東豪族的张承、同為徐州出身的步骘和严畯等皆为好友，大都督陸遜亦與諸葛瑾結好，诸葛瑾女儿嫁给张承为继室。周昭称这些人虽地位有所不同，仍各守所志，保其名好，可谓当世君子。虞翻因为狂放直率而被流放，也只有诸葛瑾多次替他说情。

## 逸聞
- 虞翻性格狂直，所以被遷徙，唯獨諸葛瑾屢次幫他求情。虞翻寫書給親友時説道：“諸葛瑾仁厚，如蒼天救助生存物，承蒙他的公平，維繫我的名分。但我的罪惡累積深重，恐怕加重我的罪。雖有祁奚般的解救，但我沒有羊舌氏的德行，解釋也是難辭其咎。”
- 诸葛瑾同孙权无论谈话、劝谏，从不急迫直言，只是委婉表示出自己的倾向，大略道出自己的意图，点到为止。如有与孙权心意不合时，他便放弃正在进行的内容而转向其他的话题，渐渐地再借其他事情从头开始，以对同类事情的看法求得孙权的赞同，于是孙权的思想也往往得到开通。故孙权非常敬重喜愛他，称与诸葛瑾有死生不易之誓，为自己的神交。
- 夷陵之戰準備開戰時，有謠言稱諸葛瑾派親人暗通劉備有謀反之意，陸遜則為諸葛瑾辯說要孫權不要相信讒言。孫權亦知諸葛瑾為人絕無反意，並對陸遜說：“當初諸葛亮來東吳時，我打算讓子瑜勸諸葛亮留下來為江東效力，但子瑜回答大家已經各為其主，君臣歸屬已經決定，從道義上不能三心兩意。弟弟不會留在東吳，正如我不會投靠蜀漢一樣這樣回應。所以我不相信謠言，我與子瑜有生死不易的誓言，子瑜不會負我，我亦不會負子瑜，之前有任何妄言的文疏，我都封了表章直接交給子瑜，並親自寫信給他，我與子瑜已是神交，不是其他人可以離間的，你的意思我已經知道，會把你的表章交給子瑜，讓他知道你的用心。”
- 诸葛瑾的才略虽然不及其弟诸葛亮，但德行谨慎謙卑，妻子死后不再娶，爱妾生子而不扶立。[5]

## 家庭

### 祖先
- 諸葛豐，漢元帝时任司隸校尉，他以执法严格、性情刚直見称。

### 父輩
- 诸葛珪，諸葛瑾父親。東漢末年為泰山郡丞。於諸葛亮幼年已死。
- 諸葛玄，諸葛瑾叔父。本為豫章太守，後投靠劉表，照顧諸葛亮和諸葛均。

### 堂兄弟
- 諸葛誕，諸葛瑾堂弟，三國時曹魏大臣和重要將領，官至征東大將軍，後在壽春發動叛亂反抗司馬昭，兵敗被殺。

### 兄弟姊妹
- 諸葛亮，諸葛瑾之弟。蜀漢丞相，兄弟二人於公事上都不帶親屬感情。
- 諸葛均，諸葛瑾之弟。在蜀漢官至長水校尉。
- 諸葛瑾有兩位妹妹，一位嫁給庞山民，一位嫁給襄陽望族蒯氏的蒯祺。

### 子女
- 諸葛恪，諸葛瑾長子，三國時孫吳權臣，後被誅。
- 諸葛喬，諸葛瑾次子，後成為諸葛亮養子。官至翊武將軍，早逝。
- 諸葛融，諸葛瑾三子，在父兄中特別奢侈，諸葛恪被誅後飲藥而死。
- 諸葛氏，諸葛瑾之女，後成為其好友張承續弦妻子，生张震,諸葛恪被誅時，張家亦被牽連同誅。

### 孫
- 诸葛绰，諸葛恪的長子，涉及魯王孫霸之事，毒酒自盡。
- 诸葛竦，諸葛恪的次子，在白都被斬殺。
- 诸葛建，諸葛恪的幼子，北逃到曹魏，前行數十里，被追兵所抓捕就地斬殺，與母同死。
- 諸葛攀，諸葛喬之子。諸葛恪被殺后东吴诸葛瑾后裔已灭绝，便恢复諸葛瑾之後。
- 諸葛融有三子，其名不詳，均在諸葛融自殺後一同被族誅。

### 玄孫
- 諸葛顯，蜀亡後與諸葛京一同被遷到河東郡定居，成為諸葛瑾一脈唯一傳人。

## 評價
- 三國志作者陳壽評曰：「諸葛瑾、步騭並以德度規檢見器當世。」
- 孙权：「子瑜与孤从事积年，恩如骨肉，深相明究，其为人非道不行，非义不言。」「孤与子瑜，可谓神交，非外言所间也。孤与子瑜有死生不易之誓，子瑜之不负孤，犹孤之不负子瑜也。」
- 虞翻：「诸葛敦仁，则天活物，比蒙清论，有以保分。」
- 孫登：「諸葛瑾、步騭、朱然、全琮、朱據、呂岱、吾粲、闞澤、嚴畯、張承、孫怡忠於為國，通達治體。」《三國志·吳書·孫登傳》
- 世說新語中曾記載諸葛瑾與弟諸葛亮、堂弟諸葛誕齊名，時人有言：「蜀得其龍，吳得其虎，魏得其狗。」這裡的虎便是指諸葛瑾。
- 傅玄：「孫策為人明果獨斷，勇蓋天下，以父堅戰死，少而合其兵將以報讎，轉鬥千里，盡有江南之地，誅其名豪，威行鄰國。及權繼其業，有張子布以為腹心，有陸議、諸葛瑾、步騭以為股肱，有呂範、朱然以為爪牙，分任授職，乘間伺隙，兵不妄動，故戰少敗而江南安。」
- 周昭：「急论议则伤人，争名势则败友，重朋党则蔽主，务欲速则失德，此四者不除，未有能全也。当世君子能不然者，亦比有之，岂独古人乎！然论其绝异，未若顾豫章、诸葛使君、步丞相、严卫尉、张奋威之为美也。」
- 陆机：「风雅则诸葛瑾、张承、步骘以声名光国。」
- 袁宏：「子瑜都长，体性纯懿。谏而不犯，正而不毅。将命公庭，退忘私位。岂无鹡鸰，固慎名器。」
- 《吴书》：「初，瑾为大将军，而弟亮为蜀丞相，二子恪、融皆典戎马，督领将帅，族弟诞又显名于魏，一门三方为冠盖，天下荣之。谨才略虽不及弟，而德行尤纯。妻死不改娶，有所爱妾，生子不举，其笃慎皆如此。」
- 郝经：“诸葛瑾才猷蕴借，颛面上将以功名终，亦其次也。”“侃侃相臣，济威以仁。震霆收声，泽国生春。元叹徳度，沉深穆逺。澄渊不波，龙盘蛟转。子山纯懿，子瑜共肃。赞元将命，共安坤轴。”
- 余嘉锡：「诸葛三君，功名鼎盛，彪炳人寰，继以瞻、恪、靓，皆有重名。故渡江之初，犹以王、葛并称。」
- 黎東方於《細說三國》一書指出（146頁）：「沒有周瑜、魯肅，便不會有建安十三年（208年）的赤壁之戰，沒有諸葛瑾，也不會有猇亭之役以後的吳、蜀言歸於好。」由此可見，諸葛瑾與周瑜、魯肅等人，同為孫權所倚重，在吳國有舉足輕重地位的人物。

## 藝術形象

### 三國演義
- 在魯肅推薦下加入江東，赤壁之戰前夕與弟弟諸葛亮相遇，是投降派的一人。周瑜命諸葛瑾說服諸葛亮加入東吳，但被諸葛亮反說加入劉備。第一次合肥之戰，太史慈打算夜襲，諸葛瑾則認為張遼多謀恐怕已經有準備，這個計劃不可行。樊城之戰，曹操派滿寵為使者聯絡孫權聯合夾擊關羽。孫權問謀士意見，諸葛瑾獻計與關羽聯姻，如果關羽答應，我們就一起攻打曹操，如果拒絕的話，我們就幫助曹操並取回荊州。諸葛瑾出使聯姻，受到關羽辱罵打算砍諸葛瑾，最終孫權聯合曹操攻取荊州。關羽敗走麥城，諸葛瑾出使勸降。在彝陵之戰爆發前夕，孫權派諸葛瑾向劉備求和，結果遭到企圖為關、張之死報仇的劉備回絕。曹丕三路伐吳，諸葛瑾在南郡防禦曹真。諸葛瑾伏兵於外、陸遜伏兵於內裡應外合大敗曹真和夏侯尚。石亭之戰後，諸葛瑾與陸遜在江陵防禦司馬懿。

- 三國志
- 三國演義
- 《橫山光輝三國志》（橫山光輝）
- 《蒼天航路》（王欣太）
- 《火鳳燎原》（陳某）

### 影視作品
- 香港亞洲電視電視劇《諸葛亮》 （1985年）：由熊德诚飾演諸葛瑾。
- 中國中央電視台電視劇《三國演義》（1994年）：分別由种玉杰、汪兆桂飾演諸葛瑾。
- 中國電視劇《東方小故事》（1994年）：由张庆海飾演諸葛瑾。
- 中国中央电视台电视剧《武圣关公》（2004年）：由雷雄飾演諸葛瑾。
- 中國電視劇《三国》（2010年）：由曹毅飾演諸葛瑾。